# 3373 Koktebelia
3373 Koktebelia је астероид главног астероидног појаса чија средња удаљеност од Сунца износи 2,245 астрономских јединица (АЈ).
Апсолутна магнитуда астероида је 13,6.